# Batalha da Baía de Guantánamo
A Batalha da Baía de Guantánamo também conhecida como Batalha de Guantánamo Bay foi travada entre 6 de junho e 10 de junho em 1898, durante a Guerra Hispano-Americana, quando as forças americanas e cubanas apreenderam o porto estrategicamente e comercialmente importante da Baía de Guantánamo, Cuba. Capturando a baía das forças espanholas foi fundamental para o seguinte Batalha de Santiago de Cuba e da subsequente invasão de Porto Rico. Embora ofuscado pelas batalhas terrestres e marítimas em Santiago, o estabelecimento da base naval dos Estados Unidos em Guantánamo e a derrota da defesa das tropas espanholas por forças americanas e cubanas foi importante para a derrota final espanhola.

## Antecedentes
Cuba tinha estado em rebelião contra a Espanha desde 1895. Logo após a rebelião começar, dois líderes insurgentes José Martí e o general Máximo Gómez haviam desembarcado na praia de Cajobabo, entre a Baía de Guantánamo e Cape Maisí, mas depois de três anos de luta em toda a ilha, os rebeldes haviam apenas sido bem sucedido em apenas duas províncias Oriente e Camagüey.
Após a explosão do encouraçado USS Maine no porto de Havana, em fevereiro de 1898, os Estados Unidos declararam guerra à Espanha em apoio aos insurgentes cubanos. Porto de Havana foi bloqueado, e até o final de maio, a frota espanhola foi engarrafada na Baía de Santiago, 64 km a oeste da Baía de Guantánamo, pelo contra-almirante William T. Sampson. Nos Estados Unidos, uma força expedicionária do exército foi rapidamente sendo preparada simultaneamente para a ação em Cuba. Assim, a América estava aliada com os rebeldes cubanos. Baía de Guantánamo teve uma medida de grande importância comercial por causa do porto de açúcar de Caimanera na costa ocidental da baía interior, a cerca de 8 km do mar.

### Posições espanholas
Apesar da postura ofensiva nominal dos insurgentes nas proximidades da Baía de Guantánamo, regulares espanhóis e guerrilheiros detidos na cidade de Guantánamo, o porto de Caimanera e a ferrovia que liga as duas cidades, as grandes usinas de açúcar e outros pontos fortes periféricos. A guarnição de Guantánamo composta por cerca de 5.000 homens sob o comando do general Felix Pareja. A fortificação espanhola ficou na colina vista sobre a vila em Fisherman's Point, perto da entrada da baía, e uma fortaleza em Cayo del Toro comandou o canal relativamente estreito que conduz do exterior ao interior da baía. A canhoneira Sandoval espanhola foi baseada em Caimanera na baía interior, e uma série de fortificações defendeu a ferrovia para a cidade de Guantánamo, 23 km para o interior.
Os insurgentes cubanos mantiveram postos costeiros da foz do rio Yateras, a leste da baía, a um ponto 24 km a oeste de Santiago, e estavam na posse indiscutível do ponto ocidental na entrada da baía.

## Batalha

### Batalha naval da Baía de Guantánamo
A primeira bem-sucedida incursão dos Estados Unidos contra a Baía de Guantánamo ocorreu em 6 de junho, com a chegada do cruzador rápido USS Marblehead, capitaneada pelo comandante Bowman H. McCalla, e os cruzadores auxiliares USS St. Louis e Yankee, comandada por Willard H. Brownson. Comandante McCalla havia sido destacado pelo almirante Sampson da frota bloqueando a Santiago e ordenou fazer um reconhecimento da baía para uma base naval. O capitão de St. Louis consistia em reduzir os cabos que tiveram seu término em uma pequena estação em Fisherman's Point e conectado Cuba com o Haiti e o mundo exterior.
Em uma ocasião anterior, St. Louis, em uma missão similar, tinha sido expulso da baía pelo canhoneira espanhola Sandoval. Desta vez, como os três navios de guerra entraram na baía de madrugada, soldados espanhóis agrupados sobre a fortificação na colina hoje conhecida como McCalla Hill. A fortificação e a vila foram rapidamente limpas pelo fogo dos canhões de seis libras do Marblehead, juntamente com um único projétil concha de 130 mm. As canhoneiras espanholas Alvarado e Sandoval desceram o canal de Caimanera para atender o ataque, mas se retiraram precipitadamente ao descobrir o calibre de armas de fogo contra eles. A um canhão do forte em Cayo del Toro abriu fogo sobre Marblehead sem efeito até que foi silenciado.
Os cabos do telégrafo levando a leste do Cabo Haitiano, a oeste de Santiago, e o pequeno cabo na baía conectando Caimanera a cidade de Guantánamo de Cabo Haitiano foram todas cortadas com sucesso, de 7 de junho a 5 de julho a cidade de Guantánamo não tinha comunicação com o mundo exterior. Ao retornar à frota bloqueando do reconhecimento, Marblehead feito dois oficiais cubanos que haviam sido trazidos para fora do navio em Leeward Point (no lado ocidental) da Baía de Guantánamo. Eles tinham sido enviados ao almirante Sampson pelo general Calixto García (o mesmo que figurou com o Tenente dos Estados Unidos Rowan no famoso "A Message to Garcia") para informar que as forças cubanas, cujos postos ocupavam posições na costa da foz do Yateras a 24 km a oeste de Santiago estavam na disposição do Comandante-em-Chefe dos Estados Unidos. Comandante McCalla depois manteve uma estreita ligação com o general Pedro Pérez, comandando as forças cubanas em torno da cidade de Guantánamo, através de Chefe do Estado Maior, coronel Vieta, e assim, recebeu aconselhamento e assistência valiosa.

### Desembarque do Ataque da Marinha

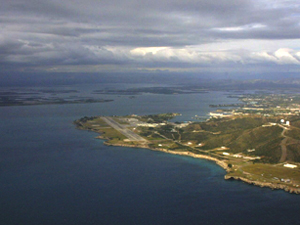
Vista aérea da Baía de Guantánamo.

Com a decisão de estabelecer uma base na Baía de Guantánamo, o 1° Batalhão de Fuzileiros Navais, composto por seis companhias de cerca de 650 homens (quatro de infantaria e uma companhia de artilharia), foi ordenada a proceder a conversão do transportador USS Panther, e juntar-se à frota de Santiago. O 1° Batalhão, sob o comando do tenente-coronel Robert W. Huntington USMC, foram submetidos a exercícios de batalhão enquanto aguardam ordens em Key West. O Panther chegou a Santiago em 9 de junho de 1898. Nesse mesmo dia, antes do desembarque do batalhão, comandante da Marinha Bowman H. McCalla do USS Marblehead, o oficial no comando dos desembarques, aprovou um local de acampamento selecionado para os fuzileiros navais pelo tenente-coronel Huntington. O local escolhido foi um cume achatado no topo de uma colina, acima da vila em Fisherman's Point, e designado Camp McCalla. Além de uma companhia de artilharia equipada com uma bateria de quatro de 3 polegadas de tiro rápido, peças de artilharia e um Colt-Browning Model 1895, cada marine foi equipado com o novo rifle da Marinha de tiro rápido, o Model 1895 Lee Navy. Tanto a metralhadora Colt e os rifles Lee usaram um novo cartucho de pólvora sem fumo de alta velocidade, 6 mm Lee Navy.
O batalhão da Marinha desembarcou sem resistência no dia 10 de junho, com cinco de suas seis companhias, deixando a companhia de artilharia a bordo para descarregar o navio, como comandante Reiter, o capitão do Panther, recusou-se a autorizar a utilização de pessoal do navio para descarregar. Reiter também se recusou a permitir a descarga do restante da munição para armas pequenas dos fuzileiros navais, alegando que era necessário como lastro do navio. O tenente-coronel Huntington procurou assistência do Comandante McCalla, que ordenou Reiter para liberar munição da Marinha de uma só vez: "Senhor, desembarcar imediatamente com a tripulação do Panther, 50.000 cartuchos de munição 6 mm," McCalla ordenou. "No futuro, não necessitam do Coronel Huntington para sair ou desembarcar seus tesouros com os membros de seu comando. Use seus próprios oficiais e homens para esse fim, e suprir o comandante dos fuzileiros navais prontamente com qualquer coisa que ele pode desejar."
Os fuzileiros navais queimaram cabanas da aldeia e os restos da fortificação com todos os seus conteúdos para evitar a possibilidade da febre amarela. Os espanhóis tinham fugido com tanta pressa que as roupas, dinheiro, jóias e armas haviam sido deixados para trás. O batalhão hasteou a bandeira americana, a primeira unidade militar dos Estados Unidos conquistou parte do território cubano, e enviou destacamentos para os postos serviço.
O tenente-coronel Huntington ordenou a companhia C a ocupar um alto morro de 45 m localizado a certa distância da principal posição dos fuzileiros navais, e que não poderia ser apoiado pelo corpo principal em Camp McCalla. Dois postos foram criados para a frente, um de cada entroncamento localizado algumas centenas metros à frente do acampamento e conhecido como "Crossroads" e outro chamado "The Bridge" colocado através de uma estrada a 2 km do campo americano, onde as forças espanholas tinham artilharia de Caimanera. Com o mar às suas costas, a falta de apoio mútuo entre os postos, eo matagal espinhoso e cactos das colinas áridas que se estendem num emaranhado denso, antes deles, os fuzileiros navais tiveram uma posição tática menos-que-ideal. Comandante McCalla destacou o tenente-coronel Huntington que os seus postos avançados foram muito para a frente e não poderiam ser visto ou apoiados na densa vegetação rasteira entre os postos e o campo principal. Três das companhias armadas, voltaram para o navio para ajudar com as operações de descarga. Pouco depois do pôr do sol, os fuzileiros tiveram sua primeira refeição de café e bolachas. Logo depois, o primeiro alarme veio. As vozes foram ouvidas e vistas luzes no mato, mas nenhum ataque ocorreu naquela noite. Forças espanholas que defendiam a área sofreram desesperadamente com falta de alimentos, e atrasou o ataque até os fuzileiros tinham completado o descarregamento de seus estoques, na esperança de aproveitar os suprimentos americanos.
Ao amanhecer, os fuzileiros tinham completado o descarregamento de seus estoques e equipamentos, embora as peças de artilharia e respectivas munições foram deixados a bordo do navio. A companhia restante do batalhão desembarcou e a companhia C foi retirado do seu posto avançado isolado da colina. O único som no mato foi o arrulho das pombas, um som que os fuzileiros navais viriam a aprender que era um sinal de chamada favorito usado pelos espanhóis guerrilheiros leais.
O tenente-coronel Huntington foi acompanhado à tarde pelo coronel Laborde do exército cubano, que durante vários dias tinha sido com o comandante de McCalla como piloto do Marblehead, e agora tinha sido enviado à terra para ajudar os fuzileiros navais e fornecer informações sobre o inimigo.
Laborde relatou a principal força espanhola na área tinha a sua sede no "Well of Cuzco" (Poço de Cuzco), 3,2 km ao sudeste de Fisherman's Point. O poço fornecia a única de água doce na área. Esta força de ocupação de cerca de 500 soldados e guerrilheiros, junto com as tropas expulsas da fortificação na baía, constituiu a mais grave ameaça para a base de operações dos Estados Unidos. Laborde observou que conquistar o poço de Cuzco e destruí-lo inevitavelmente iria forçar as forças espanholas para se retirar por todo o caminho de Ciudad Guantánamo (cidade de Guantánamo).
Enquanto falavam, começaram ateando fogo no mato na frente de sua posição. O tenente-coronel Huntington levou mais de sua ordem para a frente. No entanto, o emaranhado espinhoso das árvores, arbustos, cactos o obrigou a prosseguir com apenas uma única companhia.

### Batalha de Camp McCalla
Apesar de Huntington foi agora a garantia de apoio de fogo naval, Camp McCalla foi taticamente doentio. Nenhum ataque tinha sido esperado, por isso nenhuma trincheira foi escavada. Artilharia dos fuzileiros navais não tinha sequer sido enviada à terra. Localizado nas areias da praia do mar aberto, a área de acampamento da Marinha provou ser um alvo ideal para atiradores escondidos no mato.
Ao amanhecer 05h:00 no sábado, 11 de junho de guerrilheiros espanhóis abriram fogo contra os fuzileiros navais em Camp McCalla dos arbustos circundantes. Disparando uma saraivada de seus rifles Mauser de tiro-rápido, os guerrilheiros avançaram em direção ao acampamento. Depois de intensos combates, e apoiado pela companhia de reserva (Companhia C) os fuzileiros navais levaram o inimigo de volta para o mato, perseguindo o inimigo até a caça e então foi abandonada devido a escuridão. Dois piquetes de plantão no posto avançado, William Dumphy e James McColgan, que foram postados como uma patrulha de alerta precoce de 100 metros à frente dos "Crossroads" posto avançado para a frente foram mais tarde encontrados mortos, com tiros e esfaqueamentos várias vezes no rosto e corpo. Suas armas, sapatos, cintos, e partes de suas roupas tinham sido roubadas.
Este foi o começo do que o oficial executivo de Huntington, Major Henry Clay Cochrane, mais tarde chamou de "100 horas de combate." Em Camp McCalla, os fuzileiros começaram a disparar contra os espanhóis escondidos, auxiliados por 3 canhões de campo de 3 polegadas e 2 de 6 mm,  metralhadoras adicionais Colt-Browning que haviam sido desembarcados em 12 de junho pelo USS Texas. Tiros vindos do Marblehead passaram por cima e impactaram nas colinas próximas. Vestindo folhas grandes de palmeira amarradas a seus uniformes de camuflagem, e disparando cartuchos de pólvora sem fumaça, as forças espanholas eram difíceis de localizar como eles passaram de arbusto em arbusto na densa vegetação rasteira.
Na noite de 12 de junho, as forças inimigas vieram dentro de cinqüenta metros do Camp McCalla, e um tiroteio desesperado começou. fuzileiros navais responderam com seus rifles Lee Navy, junto com a metralhadora e fogo de artilharia das peças de campo de 3 polegadas da Marinha. Talvez intimidados pela intensa artilharia e metralhadoras, os espanhóis não tentaram invadir o acampamento. Atuando como cirurgião assistente John Blair Gibbs e o sargento Charles H. Smith foram mortos nesta troca de tiros. fuzileiros navais depois encontraram vários rastros de sangue, mas sem corpos, os guerrilheiros removiam os feridos e mortos para esconder seus números de vítimas.
No dia seguinte, os fuzileiros navais foram reforçados por cerca de 60 cubanos sob o tenente-coronel Enrique Thomas. Os cubanos haviam sido equipados com rifles e uniformes de marinheiro pato branco por McCalla comandante do USS Marblehead. Familiarizado com táticas de guerrilha, os rebeldes cubanos implementaram em pares na frente do acampamento, queimaram a vegetação rasteira à medida que avançavam, negando, assim, cobertura para o inimigo. O USS Marblehead, que tinha fornecido bombardeio da costa em várias ocasiões, ao longo da costa e sem afetar Cuzco. No entanto, o ataque espanhol foi retomado ao anoitecer, e mais dois fuzileiros navais o sargento-major Henry Good e o fuzileiro Goode Taurman foram mortos.
Ao cair da noite em 13 de junho, os fuzileiros estavam exaustos. Eles não dormiram nem descansaram por 100 horas. Socorro ou reforços era impossível, desde que as tropas do exército dos Estados Unidos ainda não tinham deixado os Estados Unidos. A luta continuou por mais dois dias.

### Batalha de Cuzco Wells
Tenente-coronel Thomas das forças rebeldes cubanas aconselhou o coronel Huntington para atacar a guarnição espanhola em Cuzco Wells, que consiste em quatro companhias de infantaria espanhola e duas companhias de guerrilha leais, totalizando cerca de 500 homens. Ao capturar e destruir a única fonte próxima de água potável, esperava-se que as forças espanholas que defendem seriam forçados a deixar a área. Comandante McCalla aprovou os planos, e o ataque foi marcada para 08:00 do dia seguinte.
Companhias C e D da Marinha, cerca de 160 homens, sob o capitão George F. Elliott, um futuro Comandante do Corpo de Fuzileiros Navais, juntamente com 50 cubanos sob o tenente-coronel Thomas, se aproximariam de Cuzco ao longo dos penhascos junto ao mar. Uma força menor da Marinha iria avançar por um vale para o interior, mantendo um piquete para a força principal, com os homens na reserva para ajudar, se necessário. A canhoneira USS Dolphin foi designado para apoiar o ataque a partir do mar.
O dia já estava quente quando a forças combinadas dos americanos e cubanos começaram a sua marcha em 14 de junho. O coronel Laborde guiou a principal força, e um olheiro cubano chamado Polycarpio guiou uma força menor liderada por segundo tenente Magill. A marcha foi reduzida em terrenos acidentados, vegetação rasteira feroz e aumentando o calor; em um ponto, os capitães das companhias C e D na coluna principal tinham ficado para trás, devido à exaustão pelo calor. Era quase 11:00 quando a principal força atingiu o íngreme, em forma de ferradura morro em forma de vale em torno de Cuzco; os comandantes das companhias C e D reuniram suas unidades 15 minutos mais tarde.
Quase ao mesmo tempo, os cubanos, que estavam marchando à frente das companhias dos fuzileiros navais, foram vistos pelo inimigo. A corrida para o topo da colina começou. Os fuzileiros navais e os cubanos chegaram ao cume primeiro, sob fogo pesado dos espanhóis e guerrilheiros. A força dos fuzileiro naval menor abordado sobre a dupla, usando o seus rifles Lee para derramar um fogo cruzado mortal no flanco inimigo. Três das quatro metralhadoras M1895 Colt-Browning que acompanhavam os fuzileiros navais foram utilizados pela companhia C na luta. De acordo com a John Clifford da companhia D, as metralhadoras foram fundamentais no apoio ao ataque da Marinha. Este foi o primeiro uso tático conhecido de fogo de metralhadora para apoio de fogo móvel em combate ofensivo.
O peso leve de novo cartucho Lee 6 mm dos fuzileiros navais provou ser um benefício considerável, permitindo que cada fuzileiro da equipe da metralhadora para o transporte de grandes quantidades de munição sobre a montanha. No meio da batalha, as forças rebeldes cubanas tinham cartuchos 6 mm, e foram reabastecidas com mais seis clipes (30 cartuchos) dos cintos de fuzileiros navais individuais, mas nenhum dos americanos ficou sem munição, apesar de disparar cerca de sessenta tiros cada um na batalha.
Durante esta parte da luta, o capitão Elliott havia solicitado que Dolphin fornecer apoio de fogo para os fuzileiros navais por bombardeios da fortificação espanhola e posições próximas com suas armas navais. Através de uma falha de comunicação de sinais, no entanto, a canhoneira iniciou sem saber o caminho direto de uma pequena força de fuzileiros navais cinqüenta e dez irregulares cubanos liderados por segundo tenente Magill, que estava tentando flanquear a posição espanhola e potencialmente cortar qualquer caminho de retirada. O correspondente de guerra Stephen Crane, que tinha acompanhado os fuzileiros navais, mais tarde descreveu a cena em sua história de guerra "Marines Signaling Under Fire at Guantanamo":
"Sargento Quick levantou-se e anunciou que ele era um sinaleiro. Ele fez a partir de algum lugar um lenço de bolinhas azul tão grande como uma colcha de retalhos. Ele amarrou em uma longa vara torta. Em seguida, ele foi para o topo da serra, e virando as costas para o fogo espanhol, começou a sinalizar para o Dolphin. Mais uma vez demos um homem de posse exclusiva de uma determinada parte do cume. Nós não queremos isso. Ele podia tê-lo e bem-vindos. Se o jovem sargento tinha tido a varíola, a cólera e a febre amarela, que não poderia ter escorregou com mais rapidez.
Como os homens têm dito muitas vezes, parecia como se houvesse nessa guerra um Deus das Batalhas, que segurou sua mão poderosa antes dos americanos. Quando olhei para o Sargento Quick de peruca abanando lá contra o céu, eu não teria dado uma lata de tabaco de marca para sua vida. Fuja para ele parecia impossível. Parecia um absurdo a esperança de que ele não seria atingido; Eu só esperava que ele fosse bater um pouco, no braço, no ombro ou na perna.
Eu vi seu rosto, e era tão grave e sereno como a de um homem a escrever em sua própria biblioteca. Ele era a própria personificação da tranquilidade na ocupação. Ele ficou lá no meio do burburinho animal, como dos cubanos, o crack dos rifles, e o rosnado e assobio das balas. Não havia um único vestígio de nervosismo ou pressa.
Para dizer o mínimo, uma luta a curta distância está a absorver como um espetáculo. Nenhum homem quer tirar os olhos dele até que o tempo vem quando ele faz a sua mente fugir. Para se deliberadamente para cima e virar as costas para uma batalha em si é um trabalho árduo. Para se deliberadamente para cima e virar as costas para uma batalha e ouvir evidências imediatas do entusiasmo sem limites com que uma grande companhia do tiro inimigo em você de um matagal adjacente é, a meu ver, pelo menos, uma grande façanha. Uma pessoa não precisa habitar sobre o detalhe de manter a mente com cuidado sobre uma ortografia lenta de uma mensagem de código importante.
Eu vi sair de Quick apenas um sinal de emoção. Quando ele virou a bandeira desajeitada para um lado para outro, um fim de uma vez pegou uma coluna de cactus, e ele olhou atentamente por cima do ombro para ver o que tinha. Ele deu a bandeira de um puxão impaciente. Ele parecia irritado."
Quando o sargento Quick terminou esta mensagem, o navio atendeu. Quick, em seguida, pegou o rifle Lee e retomou seu lugar na linha de fogo. Por sua conduta valente e abnegado durante esta ação, Quick viria a receber a Medalha de Honra.
Dolphin desviou o fogo sobre o campo inimigo e a fortificação, às 14:00, a fortificação ruiu e os espanhóis fugiram. Infelizmente, os homens do segundo tenente Magill não foram rápidos o suficiente para impedir os espanhóis de recuar, apesar de seus homens que capturam a estação de sinalização espanhola e seus equipamentos de Heliógrafo. Como as forças espanholas retiraram através de uma ravina do outro lado do vale, fuzileiros abriram fogo a uma distância de 1.100 metros. Os espanhóis não foram capazes de revidar com precisão o fogo, permitindo que companhia B e os rebeldes cubanos e fuzileiros navais para fechar a distância, disparando à medida que avançavam. Os espanhóis na primeira tentativa de concentrar seus tiros nos cubanos e conseguiram matar dois deles, mas foram forçados a voltar pelo fogo dos rifle da marinha, mais uma vez, no ponto em que o inimigo remanescente, que até aquele momento tinha sido retirada em boa ordem, quebrou e dispersos.

### Retirada espanhola
Às 15:30, o inimigo tinha abandonado o campo de batalha, e todos os disparos haviam cessado. A maioria dos espanhóis tinha escapado, mas um tenente e 17 praças foram capturados, e o inimigo sofreu baixas de 60 mortos e 150 feridos. Eles haviam deixado para trás 30 modernos rifles Mauser 7 mm e munições. Dois fuzileiros navais e dois rebeldes cubanos haviam sido feridos, e dois rebeldes cubanos mortos, que foram enterrados por ali mesmo. As vítimas mais graves sofridas pelos fuzileiros navais eram de exaustão pelo calor, que desabilitou um oficial e 22 homens. Canhoneira Dolphin levou estes a bordo após a luta foi mais para a viagem de volta ao Camp McCalla. O edifício sede Espanhol (fortificação) foi queimado, e o poço de água doce de Cuzco foi destruído, terminando assim a sua utilidade imediata, inclusive para os fuzileiros navais, cujos oficiais não os deixaria beber dele antes de sua destruição. Água acabou sendo trazida a partir do USS Dolphin depois de uma espera de duas horas.
Forças espanholas se retiraram em pequenos grupos de retardatários para Guantánamo, via Cayo del Toro e Caimanera. Aparentemente, esperando as forças dos Estados Unidos para acompanhar a vitória, fortificação Dos Caminos, um pequeno povoado no cruzamento de duas estradas, e acrescentou várias fortificações para o número já erguido na linha férrea. Os soldados espanhóis ficaram aparentemente impressionados com o poder de fogo naval; à chegada ao Ciudad Guantánamo (Cidade de Guantánamo), os membros sobreviventes da Cuzco Wells a guarnição informou ao general Pareja que tinham sido atacados por 10.000 americanos.
Camp McCalla não viu mais ataques por forças espanholas ou de guerrilha, e foi cessada em 5 de agosto de 1898.
Enquanto isso, a atenção logo foi focada em outras áreas da baía. Os espanhóis foram somando-se as suas obras de terraplanagem em Cayo del Toro, onde teve três canhões de bronze de 160 mmm e um moderno canhão Krupp de 89 mm. Em Caimanera, no sul do penhasco da aldeia, foram montados três canhões de 160 mm, e a pequena canhoneira Sandoval tinha uma bateria de um de seis libras e uma metralhadora Maxim de uma libra automática.

## Consequências

### Bombardeamento de Fort Toro
Almirante Sampson decidiu desembolsar o forte de Cayo del Toro, e em 16 de junho, ele enviou USS Texas e Yankee para se juntar com o USS Marblehead neste plano. Fogo dos três navios temporariamente desmontaram dois grandes canhões do inimigo, destruiu os prédios do Cayo del Toro, e expulsou as tropas com todas as armas e trincheiras. Seu poder de fogo combinado tinha reduzido o forte espanhol de impotência dentro de 15 minutos de inicialmente se envolver com ele. Uma munição do inimigo caiu perto da proa do Marblehead, afundando-se no prazo de dez metros do navio, mas nenhum sucessos foram marcados.
Como os americanos avançaram lentamente, um vigia do Marblehead informou que a hélice de estibordo estava mau de uma bóia. O motor foi desligado, e a hélice foi limpa das "bóia", que acabou por ser contato de uma Mina naval. A mina foi desarmada com sucesso. Mais tarde, soube-se que os navios tinham passado por um campo de 18 dessas minas, ou torpedos, na viagem até a baía e através do mesmo campo na viagem de volta, sem contatos de qualquer tipo. Poucos dias após o ataque a Cayo del Toro, o campo minado foi exaustivamente explorada, e 14 minas foram recuperadas. Sua incapacidade de explodir em contato foi atribuída a falhas mecânicas, além de um crescimento saudável de cracas nas alavancas de contato.
A operação de varredura de minas, realizada sem equipamentos especializados, envolveu dois lançamentos de vapor e duas baleeiras de Marblehead e Dolphin. Um lançamento e baleeiro lado a lado, ligados a outras lançamento e baleeiro por uma corda com uma corrente de arrasto, no centro, varreram do canal. Quando o arrasto encontrou um obstáculo, os barcos se juntaram e atravessaram as extremidades do arrasto. As embarcações foram transportadas cuidadosamente até a mina, que foi trazida para a superfície e desarmada. Por duas vezes o arrasto trouxe duas minas juntas.
Enquanto que varre as minas, os barcos disparavam a partir Praia Hicacal, onde 250 da infantaria espanhola foram posicionados para proteger o campo de minas. Ele estava determinada a derrota da última força inimiga restante nas proximidades da baía, e em 25 de junho o tenente-coronel Huntington levou duas companhias de fuzileiros navais e 40 cubanos num ataque anfíbio na Praia Hicacal. Provou ser um encontro sem derramamento de sangue, já que os espanhóis tinham deixado o lugar um ou dois dias antes.

### Campanha de Santiago
Com a Baía de Guantánamo ocupada com sucesso, o interesse dos Estados Unidos foram centradas nas operações em Santiago. Uma força expedicionária americana de 17.000 oficiais e homens sob major general William R. Shafter desembarcou a leste da cidade nos pequenos portos de Daiquirí e Siboney entre 22 a 25 de junho, sem resistência. Uma semana depois, em 1 de julho, as batalhas históricas de El Caney e San Juan Hill terminaram em vitória para as forças dos Estados Unidos, abrindo as abordagens para a própria Santiago. Na manhã de 3 de julho, a demanda foi enviada ao comandante espanhol, o general Arsenio Linares, a render-se ou sofrer bombardeamento da cidade como uma alternativa. Na mesma manhã, a frota espanhola sob o almirante Pascual Cervera haviam fugido adiante da Baía de Santiago, apenas para encontrar-se com a destruição completa nas mãos da frota dos Estados Unidos. Maior resistência espanhola em Santiago estava no fim, mas não foi até o dia 15 de julho que um acordo preliminar foi assinado. As forças americanas ocuparam a cidade em 17 de julho.
Os 7.000 soldados espanhóis na cidade de Guantánamo apenas a 64 km de distância não marcharão para a ajuda do exército sitiado de Linares porque antes o corte de suas comunicações, General Pareja tinha sido dirigido por seus superiores para manter a cidade de Guantánamo a todo custo. Isto foi tão ordenado porque os espanhóis temiam que o vale de Guantánamo poderia ser usado como uma rota de invasão por forças americanas, como os ingleses tinham usado uma vez para avançar em Santiago. Depois a Marinha cortou os cabos e estabeleceu uma base na Baía de Guantánamo, General Pareja permaneceu na mais completa ignorância sobre o curso da guerra, porque os insurgentes cubanos mantidos tal apertado anel sobre a cidade que não tem um mensageiro através de suas linhas. Quinze foram capturados e executados como espiões. Nenhum dos pedidos desesperados do general Linares de ajuda chegou a Pareja.
A ameaça representada por forças da Marinha dos Estados Unidos e um batalhão de fuzileiros navais na base de Guantánamo, mais o domínio sobre as comunicações terrestres por 1.000 insurgentes cubanos, efetivamente fixados no exército de 7.000 homens que poderiam ter mudado o resultado da luta em Santiago. Em menos de um semana após a rendição de Santiago, a Base em Guantánamo foi usada para lançar a invasão de Porto Rico, 800 km a leste. 3.500 soldados sob o general Miles partiram da Baía em 21 de julho. Este foi o último evento importante para a fase da guerra hispano-americana de Guantánamo; em 12 de agosto, a guerra terminou com a assinatura do protocolo de paz e um armistício. A nova Base Naval dos Estados Unidos não foi formalizada por acordo de locação entre e Cuba e os Estados Unidos até cinco anos depois, quando em 1903 foi adquirida como um "estação de abastecimento de carvão da Marinha", mas o seu valor já foi comprovado.
Primeiro batalhão dos fuzileiro naval sob o tenente-coronel Huntington, que tinham reembarcados a bordo do USS Resolute durante o cerco e rendição de Santiago, foram para os Estados Unidos e, depois de uma parada em Nova Iorque, chegaram ao Porto de Portsmouth, desembarcaram seus fuzileiros navais na noite de 24 de agosto de 1898.